# محوطه کره تول هادی
محوطه کره تول هادی مربوط به سده‌های میانه دوران‌های تاریخی پس از اسلام است و در شهرستان بهمئی، بخش مرکزی، روستای چشمه امیری واقع شده و این اثر در تاریخ ۱۲ تیر ۱۳۸۴ با شمارهٔ ثبت ۱۲۰۹۲ به‌عنوان یکی از آثار ملی ایران به ثبت رسیده است.